# Hanase Estate, Sakleshpur
Hanase Estate là một làng thuộc tehsil Sakleshpur, huyện Hassan, bang Karnataka, Ấn Độ.